# Escobedo (kommun)
Escobedo är en kommun i Mexiko.   Den ligger i delstaten Coahuila, i den centrala delen av landet, 900 km norr om huvudstaden Mexico City. Antalet invånare är 2 901. Arean är 974 kvadratkilometer.
Terrängen i Escobedo är kuperad norrut, men söderut är den platt.
Följande samhällen finns i Escobedo:
- Obayos
- Agua de la Herradura